# Drizzt Do'Urden
Drizzt Do’Urden est un personnage de fiction créé par l'écrivain R.A. Salvatore pour la série Les Royaumes oubliés, un décor de campagne pour le jeu de rôle Donjons et Dragons et un univers de fiction créé par l'auteur et concepteur canadien Ed Greenwood.
Drizzt Do’Urden fait partie de la race des drows, les elfes noirs dans l’univers de Donjons et Dragons.

## Origines créatives
Après le départ de Margaret Weis et Tracy Hickman de TSR, l'entreprise avait besoin de nouveaux auteurs pour mettre en avant leur univers des Royaumes Oubliés. R.A. Salvatore a été repéré par l'éditrice Mary Kirchoff, qui lui a confié l'écriture de romans situés dans cet univers. Salvatore pensait initialement réemployer des personnages créés par Douglas Niles pour La trilogie des Sélénae, mais TSR a demandé de nouveaux personnages à la dernière minute. Juste avant une réunion de Kirchoff avec le service marketing de TSR, elle aurait appelé Salvatore au téléphone pour lui demander d'inventer immédiatement un compagnon à Wulfgar qu'elle puisse présenter à la réunion. Salvatore a proposé au débotté un personnage atypique de rôdeur drow nommé Drizzt Do'Urden de Menzoberranzan. Le personnage apparaît pour la première fois en 1988 dans le roman L'Éclat de cristal (The Cristal Shard), premier volume de la trilogie d'Icewind Dale, où Drizzt n'est alors qu'un personnage secondaire,.
Par la suite, le personnage de Drizzt s'est révélé plus populaire que celui de Wulfgar, et a pris le devant à partir de la Trilogie de l'elfe noir. À titre d'exemple, en 2002, le premier tirage du roman The Thousand Orcs, premier volume de la trilogie The Hunters' Blade, l'un des cycles qui mettent en vedette Drizzt, est imprimé par Wizards of the Coast à 200 000 exemplaires.
Le personnage est repris par la suite sur d'autres supports, dont des jeux vidéo.
En 2020, Drizzt était apparu dans une trentaine de livres, dont la plupart figurent sur la liste des best-sellers du New York Times.
Dans ses premières aventures, Drizzt se démarque par son originalité en tant qu'elfe noir non maléfique, dans un contexte où le peuple des elfes noirs est dépeint dans Donjons et dragons comme intrinsèquement maléfique. Au fil du temps, la caractérisation des elfes noirs comme uniformément maléfiques devient de plus en plus datée et devient considérée comme un héritage de stéréotypes racistes par une part grandissante de son lectorat. En 2020, après les manifestations et émeutes consécutives à la mort de George Floyd et le mouvement Black Lives Matter, Wizards of the Coast, alors éditeur du jeu, annonce officiellement changer la manière dont les elfes noirs sont présentés aussi bien dans les règles de D&D que dans l'univers des Royaumes oubliés. R. A. Salvatore explore la société des elfes noirs dans la trilogie Way of the Drow où il détaille des elfes noirs non maléfiques ayant des coutumes variées. Ainsi le personnage de Drizzt finit par influencer l'image de l'ensemble des elfes noirs.
En 2021, Drizzt Do'Urden est pour la première fois le personnage principal d'un jeu vidéo dérivé de Donjons et dragons, Dungeons and Dragons: Dark Alliance.

## Biographie du personnage
Drizzt Do’Urden naît dans la cité drow de Menzoberranzan, en Outreterre. Il est le troisième fils de la maison Daermon N'a' Shezbaernon, ou Do'Urden. Selon les coutumes drow, il devait être sacrifié à la déesse Lloth dès sa venue au monde. Par un événement inattendu, il échappa à cette mort. Placé sous la tutelle de sa sœur Vierna, il passa 16 ans à apprendre les coutumes et la vie d'un mâle elfe noir. Durant tout ce temps, les préceptes haineux de Lloth lui sont inculqués à coups de fouet, et son statut de mâle inférieur lui est sans cesse rappelé. Il comprend bien vite qu'il n'est pas fait pour cette vie de traîtrise et de haine. À son seizième anniversaire, il fait une rencontre qui va changer sa vie.
Alors qu'il doit être formé comme sorcier, Zaknafein Do'Urden, le maître d'armes de la Maison, se rend compte que ce jeune drow possède des prédispositions exceptionnelles pour le combat. Après un test qu'il remporte avec succès, Matrone Malice accepte que Zak le forme. Durant 4 ans, Zaknefein et Drizzt vont s'affronter dans d'innombrables joutes d'entraînement. Drizzt excelle dans le maniement du cimeterre, et atteint presque le niveau de son maître. Au-delà de ces duels, une sincère amitié se forme entre les deux drows. Mais la despotique mère de Drizzt, Malice, souhaite faire de son fils un guerrier au cœur de pierre, un tueur parfait. Craignant que le comportement laïque et amical de Zak n'influence Drizzt, elle envoie ce dernier à l'académie militaire de Menzoberranzan, Melee-Magthere.
Son immense talent est une nouvelle fois démontré durant ses études, son art du combat étant considérablement meilleur que celui des autres aspirants guerriers. C'est durant cette période à l'académie qu'il va rencontrer Guenhwyvar, la panthère magique qui deviendra son fidèle compagnon. Il sort de l'académie couvert de lauriers, mais écœuré par la vie qui lui est destinée. Différents évènements tragiques, et surtout l'assassinat de Zaknafein, qui s'était révélé être son père, par Malice, poussent Drizzt à trouver le courage de s'échapper de Menzoberranzan. Il passa 10 ans à errer dans les interminables et dangereux couloirs d'Outreterre, faisant la connaissance du gnome Belwar Dissengulp, avec qui il vécut de nombreuses aventures. Mais la véritable histoire de Drizzt Do'Urden commence lorsqu'il décide de se rendre à la Surface de monde, pour tenter sa chance de vivre selon ses principes, qui ne furent jamais ceux d'Outreterre...
Il eut beaucoup de mal à s'intégrer dans la société de la surface, celle-ci ayant appris à considérer les drows comme des ennemis sadiques et dangereux, cela lui pris plusieurs années. Il dut combattre des Barghest, fuir Colombe Fauconnier - l'une des Sept Sœurs - et ses compagnons qui voulaient le tuer : mais fort heureusement, ils comprirent leur erreur à temps. Il fit ensuite la rencontre de Montolio qui lui donna asile jusqu'à la mort de ce dernier. Puis il rencontra Bruenor Marteaudeguerre, Cattie-Brie, Régis et Wulfgar, avec qui il combattit de nombreux orques. Enfin il dut combattre à plusieurs reprises contre l'illustre assassin Artemis Entreri. Au bout d'un long et terrible périple, il finit par gagner sa place à la surface de Féérune, et même à être considéré comme un héros dans toute la Côte des Épées. Ses aventures inspirèrent même quelques autres personnages importants.

## Apparition dans les romans sur lesRoyaumes Oubliés

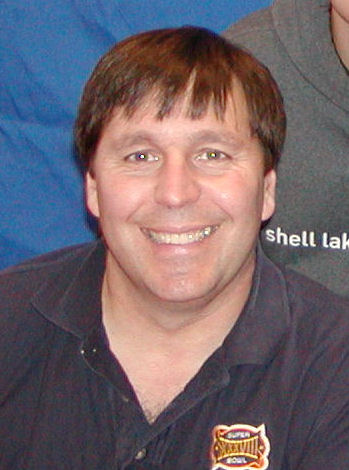
L'auteur R.A. Salvatore.

Le personnage de Drizzt Do’Urden est issu de l'imagination de l'écrivain R.A. Salvatore. Il publia son premier vrai roman en 1988 L'éclat de cristal, qui est le tome 4 des aventures du personnage. Ci-dessous les livres sur Drizzt Do'Urden, par ordre chronologique des événements dans les Royaumes oubliés :
La trilogie de l'Elfe Noir
- Terre natale
- Terre d'exil
- Terre Promise

La trilogie du Val Bise
- L'Éclat de cristal
- Les Torrents d'argent
- Le Joyau du halfelin

La saga L'Héritage du Drow
- L'Héritage
- Nuit sans étoiles
- Invasion des Ténèbres
- Une aube nouvelle

La trilogie Paths of Darkness
- Lame furtive
- L'Épine dorsale du monde
- La Mer des épées

La trilogie Mercenaires
Cette trilogie, dont le premier tome faisait à l'origine partie de la séquence Path of Darkness (cf plus haut), raconte les aventures de Jarlaxle et Artémis Entreri, les plus célèbres ennemis de Drizzt.
- Serviteur du cristal
- La Promesse du roi-sorcier
- La Route du patriarche

La trilogie Les Lames du Chasseur
Cette trilogie est la suite de La Légende de Drizzt.
- Les Mille Orques
- Le Drow solitaire
- Les Deux Épées

La trilogie Transitions
Cette trilogie est la suite de Les Lames du Chasseur
- Le Roi orque
- Le Roi pirate
- Le Roi fantôme

La saga de Padhiver
Cette saga est la suite de Transitions.
- Gauntlgrym
- Neverwinter
- La Griffe de Charon
- Le Dernier Seuil

La Pentalogie du clerc
Cette pentalogie raconte les aventures d'un clerc nommé Cadderly, qui croisera par la suite le chemin de Drizzt Do'Urden à partir du roman Une aube nouvelle.
- Cantique
- À l'ombre des forêts
- Les Masques de la nuit
- La Forteresse déchue
- Chaos Cruel

Le Codex des Compagnons
- Les Compagnons (le roman « Les compagnons » ne fait pas partie de la série « Le Codex des Compagnons » mais de la série The Sundering (« La Fracture ») aux États-Unis. L'éditeur Milady a décidé de le publier comme un roman indépendant, sans éditer les cinq autres tomes suivants. On peut le considérer comme un « Tome 0 » de la série Codex des compagnons) sorti en grand format en mai 2015
- La nuit du chasseur (Night of the hunter), sorti le 29 mai 2015
- L’Avènement du roi (Rise of the king), sorti le 4 décembre 2015
- La vengeance du nain de fer (Vengeance of the Iron Dwarf), sorti le 22 avril 2016

## Adaptations en jeu vidéo
Dans le jeu Baldur's Gate, le joueur peut rencontrer Drizzt Do’Urden au nord-ouest de la ville Nashkel. Il est assailli par un groupe de gnolls et demande de l'aide. Cependant, il s'en tirera très bien seul. Le joueur a le choix entre l'aider, l'attaquer ou tenter de voler un de ses cimeterres.
Dans Baldur's Gate II: Shadows of Amn, les joueurs le rencontrent obligatoirement lors de la sortie de l'Outreterre en quittant le campement elfique. Ici, il sera accompagné de tous ses amis : Bruenor, Régis, Cattie-Brie, Wulfgar et Guenhwyvar. Ils sont à la recherche d'une hache que Bruenor aurait égaré et auront à ce sujet une conversation cocasse. Puis ils remarquent la présence du joueur et l'accostent. S'il est mauvais, il y aura de fortes chances pour qu'ils l'attaquent, même s'il ne leur a rien fait. S'il n'est pas mauvais, ils lui proposeront leur aide pour nettoyer la crypte de Bohdi, remplie de vampires. Si la vampire Valen (devenue recrutable avec un mod que l'on peut installer en parallèle du jeu) vous accompagne, Drizzt et ses compagnons vous attaqueront irrévocablement. Si le personnage joueur s'appelle lui aussi Drizzt et qu'il a une mauvaise réputation, le drow vient l'accoster dans les mêmes conditions et l'agresse en prétendant qu'il est un imposteur et qu'il salit son nom.
Dans Menzoberranzan, Drizzt peut se joindre au groupe du joueur pour pénétrer en Outreterre et aller sauver des otages humains emmenés à Menzoberranzan par des pillards drows. Il se fait capturer peu avant l'arrivée à Menzoberranzan, et devient un otage de plus à sauver.
Dans Baldur's Gate: Dark Alliance, Drizzt est un personnage jouable dans un mode spécial appelé Le Gantelet. Finir ce mode permet de sélectionner Drizzt en tant que personnage dans la partie principale. Il apparaît également dans Baldur's Gate: Dark Alliance 2 au côté de Artemis Entreri.
Dans Forgotten Realms: Demon Stone, un beat'em all édité par Atari en 2004, les personnages principaux rencontrent Drizzt et le joueur aura la possibilité d'incarner temporairement ce dernier lors d'une séance de combat durant laquelle des trolls des Glaces attaquent Mithril Hall.
Dans Neverwinter, Drizzt et Bruenor Battlehammer sont de la partie dans la campagne Maze Engine afin de protéger l'Outreterre du seigneur démon Baphomet. Il est aussi présent dans les rencontres héroïques démoniaques après qu'un certain nombre de joueurs participent.